# Vicente F. Costa
Vicente F. Costa war ein uruguayischer Politiker.
Costa gehörte der Partido Colorado an und hatte für diese als Repräsentant des Departamento Maldonado in der 27. und 28. Legislaturperiode im Zeitraum vom 15. Februar 1920 bis zum 14. Februar 1936 ein Titularmandat in der Cámara de Representantes inne. In den beiden nachfolgenden Legislaturperioden war er als Vertreter des innerparteilichen Flügels des sogenannten Riverismo sodann für die Partido Colorado General Rivera und erneut für Maldonado vom 13. April 1926 bis zum 14. Februar 1929 sowie vom 8. März 1929 bis zum 14. Februar 1932 stellvertretender Abgeordneter. In den 1930er Jahren war er Vizepräsident der staatlichen Banco de la República. Mindestens 1942 saß er dann als Vorsitzender deren Direktorium vor.